# Excuses for Travellers
Excuses for Travellers è il terzo album dei Mojave 3, gruppo country folk con ascendenze dream pop nato sulle ceneri del gruppo shoegaze Slowdive.
Dall'album sono stati estratti i singoli In Love with a View, Any Day Will Be Fine e Return to Sender.

## Tracce
1. In Love With a View – 6:09
2. Trying to Reach You – 4:47
3. My Life in Art – 7:21
4. Return to Sender – 4:48
5. When You're Drifting – 6:01
6. Anyday Will Be Fine – 3:24
7. She Broke You So Softly – 5:05
8. Prayer for the Paranoid – 3:51
9. Bringin' Me Home – 3:50
10. Got My Sunshine – 4:20